# 让·布里亚纳
让·布里亚纳（法語：Jean Briane，1930年10月20日—2021年12月3日），男，阿韦龙省人，法国政治人物，曾任法国国民议会议员。。